# Castell de l'Estada
El Castell de l'Estada és un castell medieval del terme de Vilaller, pertanyent a l'Alta Ribagorça. És al nord del poble de Senet de Barravés, vora el molí d'aquest poble, a la dreta de la Noguera Ribagorçana.
Documentat des del 1300, és una construcció baixmedieval. Se'n conserven algunes restes, com uns rengles d'espitlleres a dos nivells.